# Caçapava do Sul
Caçapava do Sul este un oraș în Rio Grande do Sul (RS), Brazilia.